# Crawley Town F.C.
Crawley Town Football Club er en engelsk fodboldklub fra byen Crawley i countyet West Sussex. Klubben spiller i landets fjerde bedste række, League Two, og har hjemmebane på Broadfield Stadium. Klubben blev grundlagt i 1896.